# コシアカツバメ
コシアカツバメ（腰赤燕、Cecropis daurica）は、スズメ目ツバメ科コシアカツバメ属に分類される鳥類。

## 分布
アフリカ大陸中部、ユーラシア大陸、スリランカ、日本、フィリピン
夏季にヨーロッパ南部、中央アジア、ウスリーなどで繁殖し、冬季になると東南アジアやインド、中華人民共和国南部へ南下し越冬する。日本では夏季に繁殖のため九州以北（主に本州中部以西）に飛来する（夏鳥）。日本国内の繁殖地は北へ拡大傾向にある。四国や九州で越冬する個体もいる。

## 形態
全長17-20cm。翼開張33cm。最外側尾羽が非常に長い（燕尾型）。上面は光沢がある黒い羽毛で被われる。腰は赤褐色やオレンジ色で、和名の由来になっている。下面は羽軸に沿って黒褐色の斑紋（軸斑）が入る白や淡褐色を帯びた白い羽毛で被われ、縦縞が入っているように見える。下腹は赤褐色や淡いオレンジ色、尾羽下面の基部を被う羽毛（下尾筒）は黒い。
嘴は黒い。後肢の色彩は褐色。
幼鳥は尾羽が短く、上面の羽毛の外縁が淡色。

## 分類
以前はツバメ属（Hirundo）に分類されていたが、現在はコシアカツバメ属に分類されている。 IOC World Bird List V14.2では8亜種に分けているが、主要チェックリストごとに亜種の数は異なる。
- Cecropis daurica daurica    (Laxmann, 1769)
- Cecropis daurica japonica (Temminck & Schiegel, 1845) コシアカツバメ

他

## 生態
市街地や農耕地などに生息する。繁殖地ではねぐらを作らず、繁殖後も渡りの時期まで巣をねぐらとして用いる。
食性は動物食で、主に昆虫を食べる。
集団営巣する傾向がある。崖や民家の軒下、橋桁などに土と枯れ草で固めた出入り口が細長い徳利や壺状の巣を作る。このためトックリツバメと呼ばれている地方もある。日本では5-8月に4-5個の卵を産む。抱卵期間は14-20日雛は孵化してから23-25日で巣立つ。

## 画像

卵
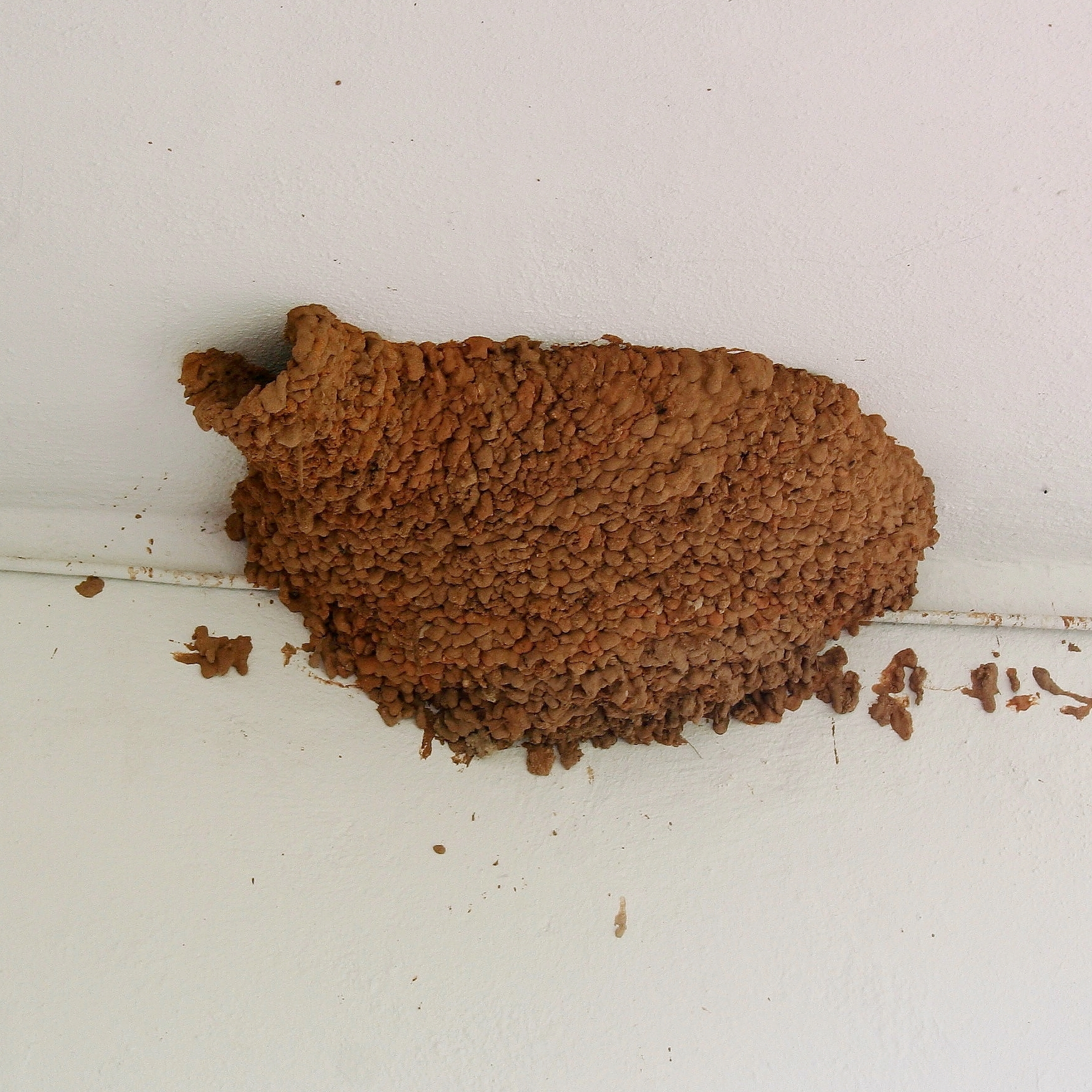
巣
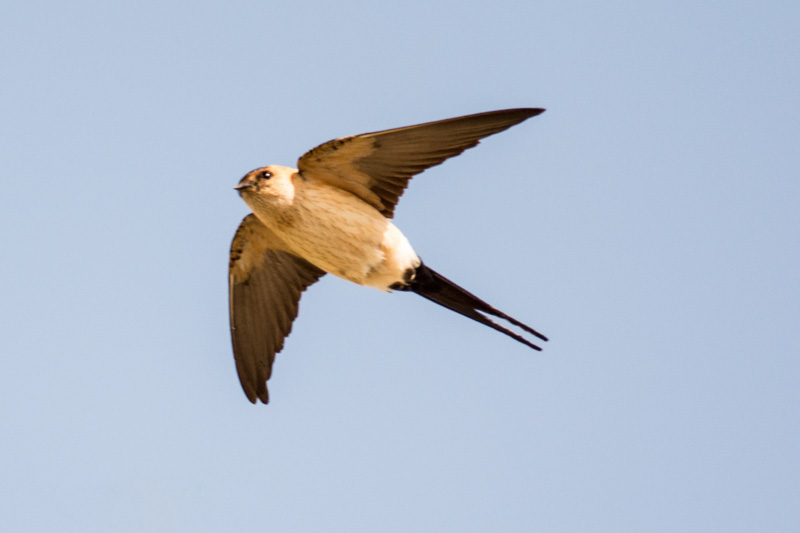
飛翔
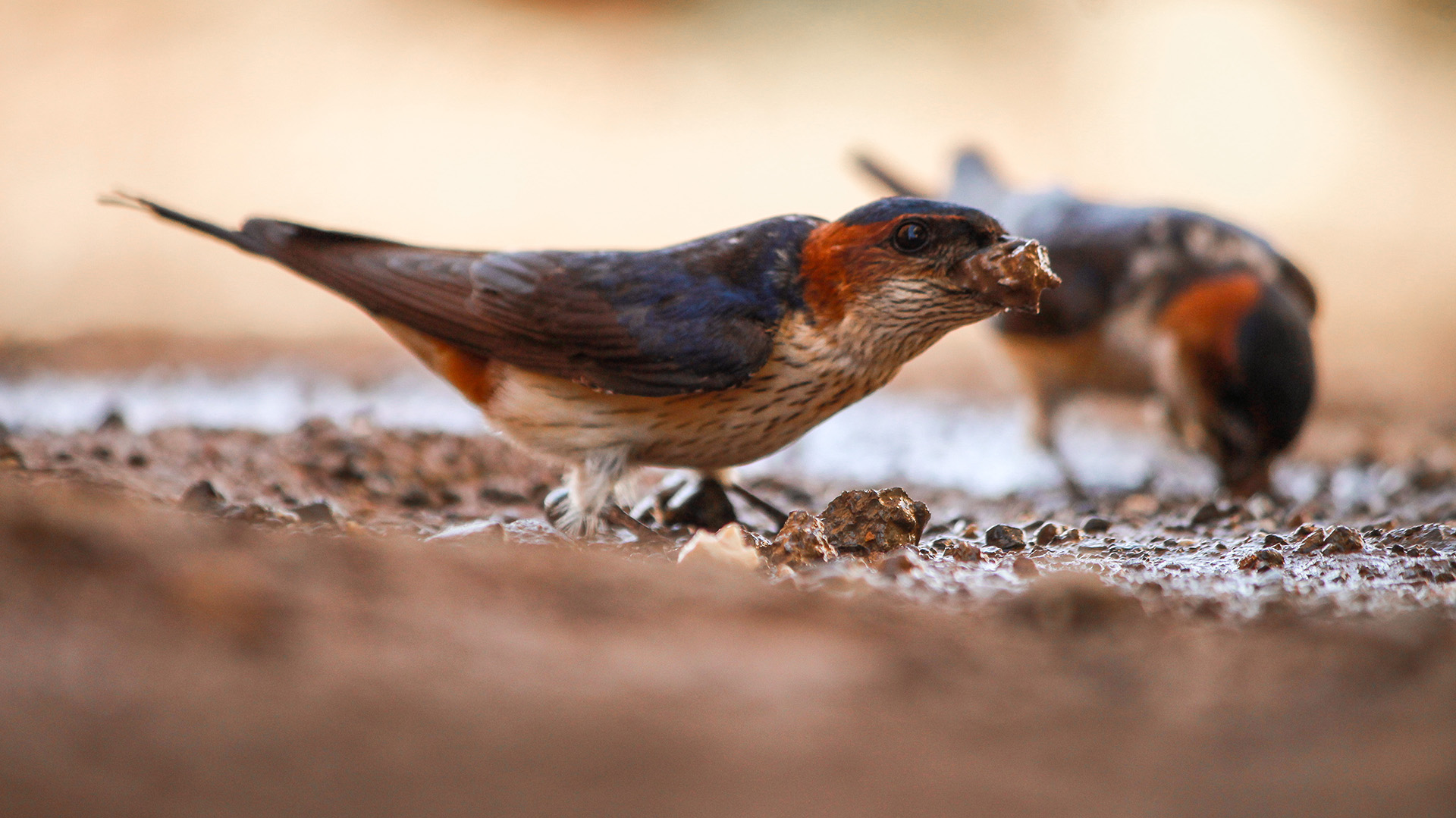
巣作りのため土を咥えるつがい